# 베렌가리우스 1세 포로이울리엔시스
베렌가리우스 1세 포로이울리엔시스(Berengarius I Foroiuliensis , 840년? - 924년 4월 7일)는 887년부터 이탈리아의 왕이었고 915년부터 신성 로마 제국 황제였다. 경건왕 루트비히 1세의 외손자며 이탈리아 군주 분쟁기간의 인물에 포함된다. 이전에는 스폴레토 공작가의 귀도, 람베르트, 프로방스의 루트비히 3세와 분쟁해서 승리했다.
카롤루스 3세 크라수스의 치하기간 중 그의 봉신이 되었으나, 아르눌푸스에게 카롤루스가 폐위되자 바로 이탈리아왕이 되었으며 아르눌푸스의 종주권을 인정하였다. 이후 스폴레토 공작가의 구이도, 람베르토 등과 10년 넘게 이탈리아의 통치권을 놓고 다투었다. 896년 아르눌푸스 카린티아에가 람베르토를 폐위하고 황제관을 받으면서 그는 다시 이탈리아 왕으로 임명되어 복귀하였다. 899년 아르눌푸스 사후 일부 이탈리아 귀족들이 왕으로 받든 프로방스의 루트비히 맹인왕과 이탈리아의 통치권을 놓고 다투었으며, 905년 루트비히 맹인왕을 사로잡아 두 눈을 뽑은 뒤 추방, 이후 이탈리아의 단독 통치자가 되었다. 그러나 프로방스의 루돌프를 왕으로 받든 분파와 계속 다투었고, 924년 피아첸차의 막사에서 자객에 의해 살해되었다.
베렌가리우스는 887년 11월 카롤루스 3세 크라수스를 대체하기 위해 선출되었다. 그러나 889년 1월 스폴레토 공작 귀도 3세에게 이탈리아왕위를 빼앗겼다. 그는 통치기간 중, 일반적으로 많은 경쟁자들의 도전을 받았고, 결국 그들을 상대하느라 이탈리아를 통해 서유럽으로 들어오려는 이민족 및 이탈리아 해변가를 약탈하는 해적들을 막지 못했다. 남부 해안가로 들어오는 해적들은 베렌가리오의 치세기간 내내 고민이자 골칫거리였다. 그의 가계는 이탈리아 출신이었지만 모계를 통해 약간이나마 카롤링거 왕가의 상속권이 있었다. 중세 이후 이탈리아를 처음으로 통일하려 한 인물로 비정된다. 첫 작위가 프리울리 변경백이었기에 베렌가리오 드 프리울리(Berengerio of Friuli) 또는 베렝가르 드 프리울리(Berenger of Friuli)로도 부른다.

## 생애

### 젊은 시절
베렌가리오의 어머니는 경건왕 루트비히와 벨프 공작 구엘프 1세의 딸 유디트의 딸인 기셀라였고, 아버지는 이탈리아의 프리울리 후작인 에버하르트였다. 그의 가문은 프리울리 지역의 영주였으며, 아버지 에버하르트 역시시 카를로만의 외손으로 아득하게나마 카롤링거 왕실의 왕위계승권자였다. 또한 할머니 인겔트루드(Engeltrude)는 샤를마뉴의 딸 아델라이드의 딸이었다. 그의 직계 중 이름이 확인된 것은 840년경 프리울리 후작에 임명된 할아버지 헤른로히 2세였다. 증조모는 피핀 3세 단신왕의 형 카를로만 1세의 딸이었고, 그는 샤를마뉴의 외손녀와 결혼했다. 헤른로히 2세의 아버지는 다소 불확실하여 프리울리의 헤른로히 1세 또는 프리울리 후작 베렝가르라는 설이 있다. 베렌가리오의 출생지는 치비달레 델 프리울리(Cividale del Friuli)로 추정된다.
부인은 스폴레토의 베르틸라(Bertila of Spoleto)였지만 귀도나 람베르트와는 직접 관련이 없다. 그들은 베르틸라의 친정아버지인 카메리아와 스폴레토의 공작 아델히스 1세(Adelchis I of Spoleto) 사후 황제 루트비히 2세로부터 스폴레토 공작에 임명된 낭트의 람베르토 1세의 후손들로, 배다른 외삼촌인 로타르 1세의 처가 일족이었다.
874년 형 헤른로히 3세가 사망하자 그는 프리울리 후작직을 계승하였다. 그는 곧 카롤링거 제국의 변경백으로 파견되어 슬라브 족 및 마자르 족의 침략에 맞서 싸웠다. 이 무렵 그는 이탈리아 북동부 지역의 군사사령관도 겸하여, 이탈리아로 들어오는 슬라브 족과 해적들을 격퇴하는 한편, 이탈리아 북부에 영향력을 쌓았다.

### 혼란기

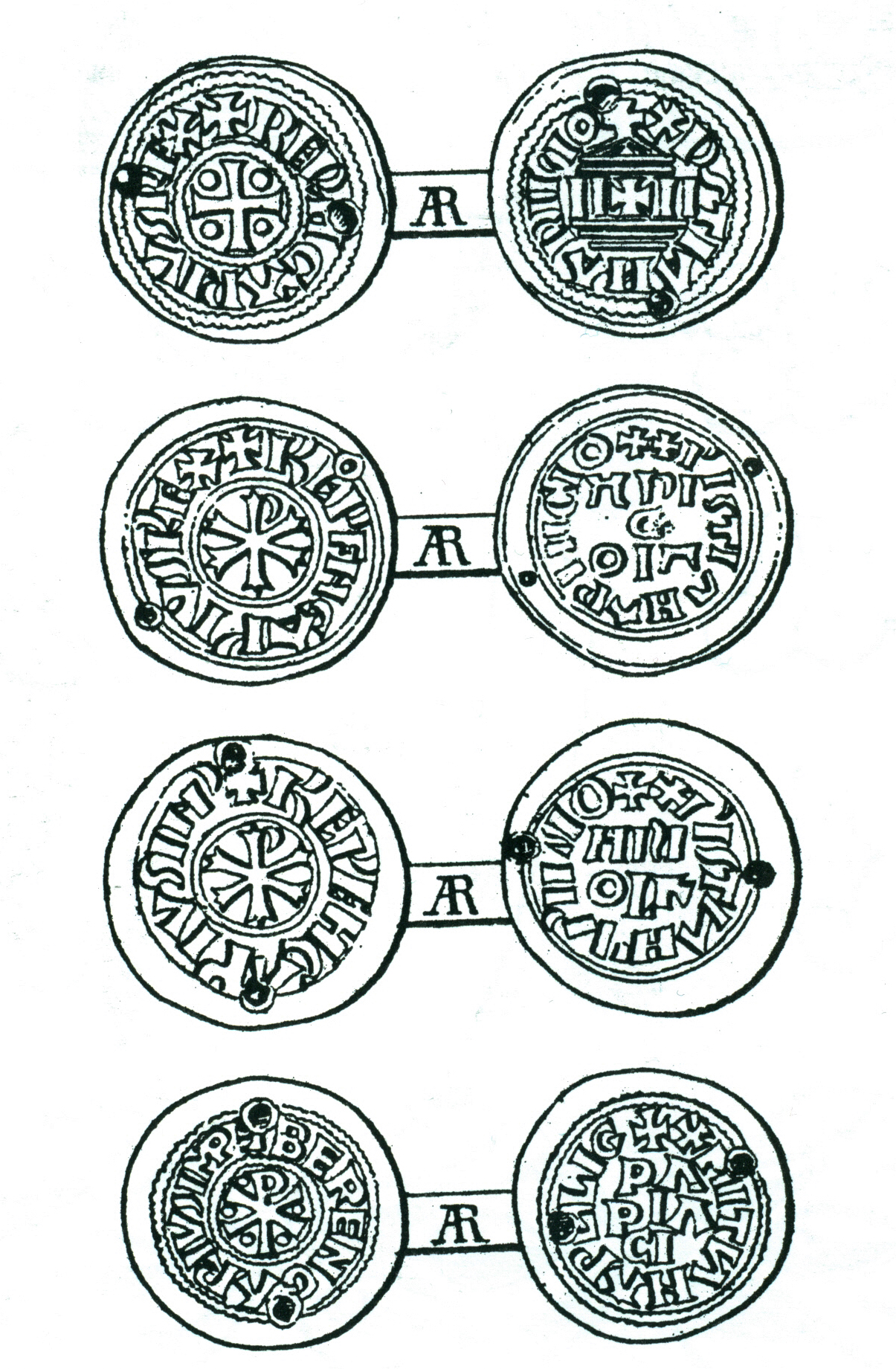
베렌가리오 1세의 얼굴이 도완된 그의 치세기간 중의 동전

874년 형제 헤른로히 3세가 후사없이 사망하면서 프리울리 후작직을 상속했다. 독일인 루트비히는 자신의 아들 중 소 루트비히나 뚱보 카를을 이탈리아의 왕으로 앉히려 했다. 875년 8월 12일 황제 이탈리아의 루트비히 2세가 후사없이 사망하자 자신의 사촌형제이자 처남 동시에 매제이기도 했던 카를로만을 후계자로 지목하고 죽었으나 서프랑크의 카를 2세가 재빨리 알프스를 넘어와 롬바르디아의 왕관과 서로마 제국 황제관을 차지했다.
이때 베렌가르는 이복 외삼촌 독일인 루트비히가 자신의 아들 중 소 루트비히나 뚱보 카를을 이탈리아의 왕으로 앉힐 때, 베렌가르의 군대 일부를 동원하기로 밀약을 체결하였다. 독일인 루트비히는 다른 아들 뚱보 카를을 이탈리아로 보냈고, 베렝가리오는 몇몇 귀족과 명망있는 인사를 모아 뚱보 카를과 합세하였다. 그러나 이들의 카를로만 추대 운동은 실패하고 말았다. 베렝가리오는 877년 10월 자신의 친외삼촌 서프랑크의 대머리 카를 2세가 사망할 때까지 이탈리아 내에서 어떤 영토도 차지하지 못하였다. 877년 독일인 루트비히의 아들 카를로만의 이탈리아 입성에 적극 협력하였다. 또한 그는 카를 3세의 이탈리아 왕, 황제 타이틀 수여를 위해 막후에서 조정한다. 그는 오랫동안 루트비히 독일인의 아들 이탈리아왕 앉히기 운동에 오래 협력한 대가로 카를 3세로부터 이탈리아의 통치권을 증여받았다. 카를 3세의 치세 중 베렌가리오는 제국의 동부의 군사권을 위임받고 동부 지역에 파견되어 슬라브족의 침입을 방어하였다.
883년 5월 스폴레토 공작 귀도는 반역 혐의뢰 기소되었다. 스폴레토 공작령과 사라센이 동맹을 맺었다는 이유에서였다. 카를 3세는 자신의 이탈리아 대리인이었던 베렝가리오에게 귀도의 작위를 박탈하고 영지를 몰수할 군대를 보냈다. 베렝가리오는 귀도가 이탈리아를 파괴하려 한다며 공작직에서 은퇴할 것을 강요하였다. 884년과 885년 베렝가리오는 카를 3세의 이탈리아의 대리인으로 활동하면서 카를 3세와 벨루노의 주교 하이모(Haimo) 사이의 중재를 맡아보았다.
886년 베르첼리의 주교 리우트바드(Liutward)가 베르시아의 산 살바토레 수녀원에서 결혼하기 위해 베렝가리오의 여동생을 납치하였다. 그러나 그녀가 납치되었는가의 여부는 불분명했고, 카를 3세의 법정에 리우트바드와 베렝가리오가 소환되었다. 리우트바드는 그녀의 동의가 있었다 했고, 베렝가리오는 약탈이라 주장했다. 베렝가리오의 주장이 정당하다면 약탈이고, 그렇지 않다면 베렝가리오가 가족과 불화한다는 것으로 이해되었다. 887년 리우트바드는 법정을 떠났고, 사건은 유야무야되었다. 대신 리우트바드가 로마 가톨릭 성직자라는 점 때문에, 리우트바드와의 분쟁은 사촌인 카를 3세의 신임을 잃게 만드는 원인이 된다. 887년 5월 독일 바이빌겐의 집회에서 황제 카를 3세를 만났다. 6월과 7월 사이 프로방스와 부르고뉴의 왕이자 황제 이탈리아의 루트비히 2세의 외손자이기도 했던 맹인왕 루트비히가 뚱보 카를 3세의 양자로 선언되었다는 소문이 돌기도 했다. 한때나마 자신이 카를 3세의 이탈리아 지역 후계자가 될 수 있을 것이라 전망했던 베렝가리오는 불쾌히 여겼다. 887년 12월 26일 비만왕 카를 3세가 이탈리아 귀족들에 의해 이탈리아 왕에서 해임되고, 밀라노 파비아의 주교 안젤름(Anselm)에 의해 베렌가르는 이탈리아 왕으로 선언되었다.

### 분쟁 기간
888년 1월 2일 비만왕 카를 3세가 제국 황제에서 폐위당한 이후, 파비아에서는 다시 후임 이탈리아 군주를 선출하는 선거가 실시되자 여러 주교들을 설득했다. 당시 서프랑크의 왕 역시 말더듬이 왕 루이 2세가 죽고 아들들이 어렸으므로 주교들과 귀족들이 왕을 선출하는 형태가 됐다. 이때 그는 서프랑크의 왕으로 선출되는 듯 하였으나 서프랑크의 귀족들은 베렌가리오 대신 외드를 선택했다. 888년 1월 6일 롬바르드의 파비아에서 개최된 제후와 주교단 특별회의에서 일부 이탈리아 귀족들에 의해 이탈리아의 왕으로 선출, 공식 승인되었다. 한편 그는 동프랑크 왕 아르눌프에게 지원을 요청했고, 동시에 아르눌프의 종주권을 인정했으며 그의 봉신이 되었다. 그러나 889년 1월초 스폴레토 공작가의 람베르트에 의해 다시 축출된다. 889년 2월 16일 스폴레토 공작 구이도는 파비아에서 이탈리아 왕으로 즉위했다.
베렌가리오는 자신의 롬바르디아 왕관을 요구, 군사를 이끌고 진격하여 피아첸차 근처 트라비아에서 교전하였으나, 귀도 군대에 의해 패하였다. 그러나 그는 롬바르디아 왕의 자리를 포기하지 않았다. 베렌가리오는 889년 초부터는 스폴레토와 베로나의 이북 지역, 이탈리아의 북동부에서만 영향을 행사하였다. 893년 그는 이탈리아의 영향력을 회복하기로 작심, 군사를 보내 동프랑크 왕국의 왕이자 친척이었던 아르눌프 폰 케른텐(바이에른의 카를만의 서자)에게 도움을 청하였다. 그는 여러번 아르눌프를 설득하여 이탈리아로 군사를 이끌고 오게 했다. 교황 포르모소는 곧 아르눌프에게 편지로 구이도의 아들이 교황령을 위협하니 도와달라는 친서를 써서 보냈고, 아르눌프는 군사를 이끌고 로마로 왔으나 관절염으로 고전하였다. 베렌가리오는 아르눌프의 도움으로 람베르트를 폐위시키고 아르눌프의 봉신이 되는 조건으로 이탈리아의 왕위를 차지한다.

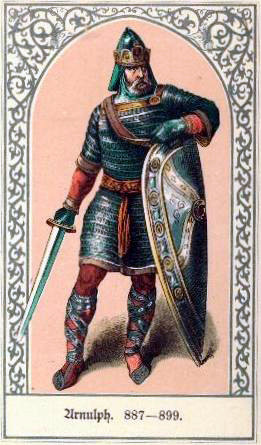
동프랑크의 아르눌프

890년 10월 15일 그는 자신의 영지인 프리울리에는 자신의 측근인 왈프레도를 프리울리 후작이자 자신의 대리인으로 임명하여 통치하게 했다. 왈프레도는 그가 죽는 896년까지 베렌가리오의 대리인으로 프리울리를 통치했다.
893년 아르눌프는 자신의 서자 츠벤티볼트를 보내 베렌가리오를 돕게 하였다. 베렌가리오와 츠벤티볼트는 병사를 모집하지만 자원하는 이가 없어 어려움에 봉착한다. 894년 귀도가 죽자 아르눌프는 이탈리아의 군주임을 주장했고, 군사를 이끌고 이탈리아 북부를 점령했으며 베렝가르를 이탈리아 내에서의 자신의 대리인으로 지명하였다. 896년 아르눌프의 군대는 베렌가리오의 도움으로 그해 3월 토스카니와 롬바르디아를 확보한다.

### 왕좌를 둘러싼 갈등

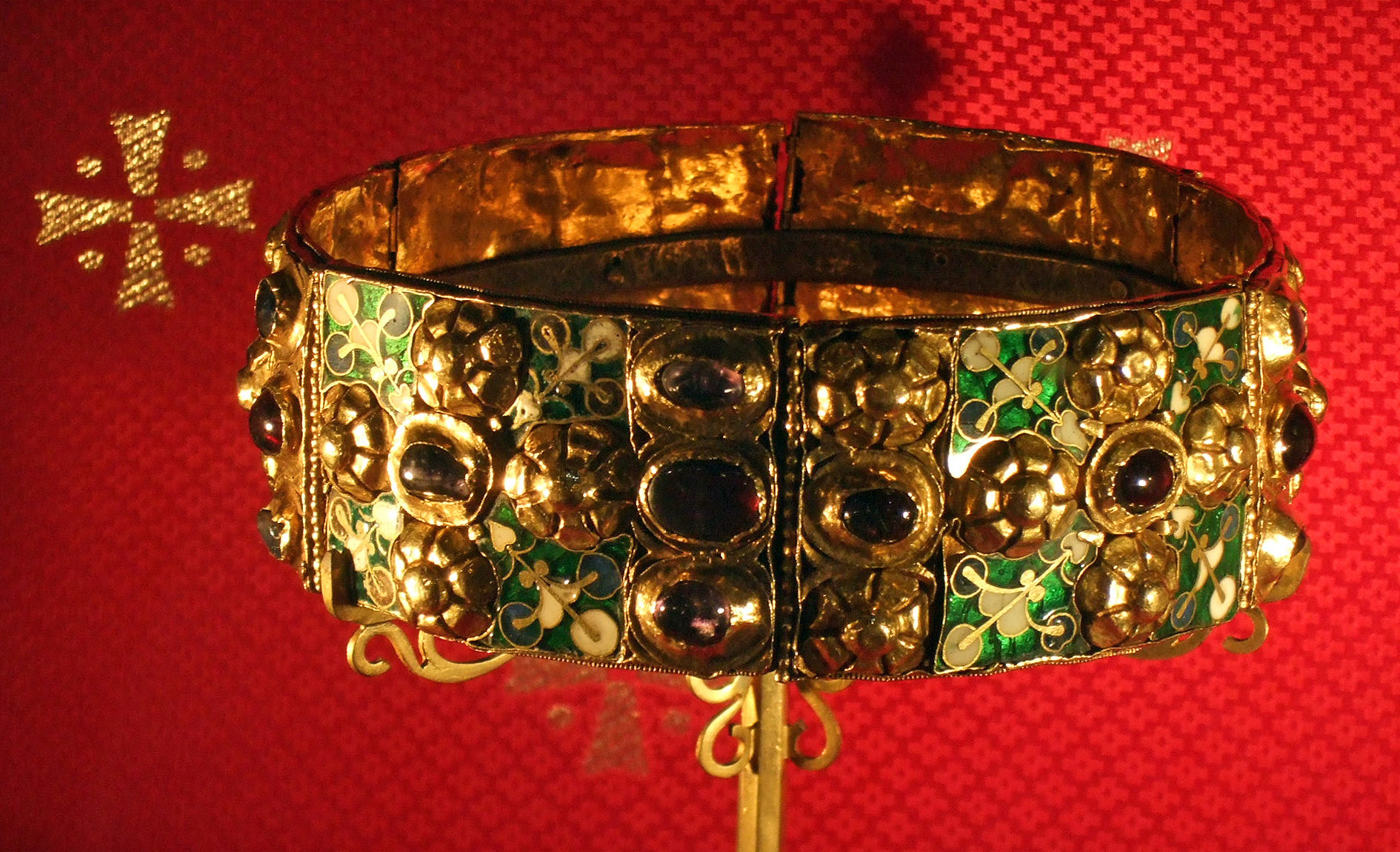
롬바르디아의 철제 왕관

아르눌프가 전쟁 중 류머티즘으로 고생할 때 베렝가르는 실질적인 지휘관으로 싸웠다. 아르눌프가 로마에서 축성을 받은 뒤 황제관을 받고 동프랑크로 되돌아갔다. 그러나 람베르토는 반발했다. 아르눌프는 독일로 되돌아가면서 자신의 서자 라톨드를 이탈리아 북부에 남겨두었다. 베렌가르의 영향력은 밀라노에까지만 미쳤다. 라톨드의 등장으로 베렌가르와 람베르토는 896년 10월과 11월 코모(Como) 호수에서 계약을 체결, 이탈리아의 동부와 서부를 서로 분할해서 나눠 갖기로 조약을 체결한다. 그리고 베렌가르의 딸 기셀라를 람베르토와 결혼시키는 것으로 결정하였다.
898년 10월까지 이탈리아에는 내분이 끊이지 않았고, 베렌가리오는 협정을 깨고 파비아에 진출하지만, 파비아에서 람베르토에 의해 패배했다. 베렌가리오는 이탈리아 보르고의 생 도니노에서 람베르토에게 포로로 붙잡힌다. 그러나 람베르토는 곧 사망했다. 898년 10월 15일 귀도의 아들이자 후계자인 람베르토가 죽은 이후에야 베렝가르는 파비아를 확보하고, 이탈리아 전역에서 왕으로 인정받았다.
899년 마자르 족 군사 5천명이 여러 분대로 나뉘어 이탈리아 곳곳을 점령, 약탈했다. 이들은 포강변을 노략하였으며 이후 베네치아에서 집결하려 공략하려 했지만 실패했다. 베렝가리오 1세는 1만 5천 명의 이탈리아 군대를 이끌고 이탈리아 북부 브렌타 강변에서 마자르 군을 포위하는데 성공한다. 마자르 족은 이들에게 군대를 물러달라고 간청했고, 베렌가리오는 이들을 거의 무찔렀다고 보고 만만하게 봤다. 이탈리아 병사들이 갑옷을 벗고 편히 쉬던 중, 숲에 숨어있던 나머지 마자르족 군사들이 이탈리아 군을 급습하였다. 급습당한 이탈리아 군사들 중에는식사 중 입에 음식을 먹고 죽었다고 한다. 이탈리아 군은 크게 궤멸되었고 마자르족은 되돌아가 판노니아 일대를 공략하게 된다.
899년 혹은 900년 베렝가리오 1세는 스폴레토의 구이도 가문을 몰아내고 스폴레토 공작이 된 스폴레토의 알베리크 1세를 자신의 대리인이자 로마의 통치자로 임명했다. 내정과 외정 등에 신경써야 했던 베렝가리오는 자신을 대신할 대리인을 구이도 가문을 몰아낸 알베리크를 선정한 것이다. 이후 베렝가리오 1세를 반대하는 귀족들이 다른 군주를 초청하여 이탈리아 왕으로 추대하는 등 이탈리아의 혼란기가 계속되자 알베리크와 그의 처 마로치아, 아들 알베리크 2세 등이 군주가 아님에도 로마 시내와 주변지역의 실권자가 되고 교황청 인사까지 개입하는 일이 발생한다.

### 마자르족과의 교전
그러나 수일 후, 마자르 족이 이탈리아 남부 해안가를 약탈하고 돌아갔다. 899년 다시 마자르 족이 이탈리아를 침공하였다. 일부 학자들은 이 마자르족은 베렝가르나 아르눌프가 고의로 불러들인 것으로 해석하기도 한다. 베렌가르의 군대는 이들 마자르 족 군대에게 휴전을 요청하였지만 거절당한다. 베렌가르는 아르눌프에게 도움을 청했다. 899년 아르눌프는 케른텐과 헝가리, 바이에른 등을 침략하는 마자르 족의 침략을 격퇴하기 위해 이탈리아 문제에 신경쓸 수가 없었고, 아르눌프 사후 그는 다시 영주들에 의해 왕으로 선출된다. 그러나 마자르 족의 군대가 알프스 산맥을 넘어 포 계곡으로 침략해왔다. 베렌가르는 군사를 이끌고 마자르 족과 교전하지만 크게 패하고, 남부 브렌에서 많은 몸값을 주고 포로가 된 병사들을 석방시켜야 했다. 899년 9월 24일 베렝가리오는 이탈리아 북부를 쳐들어온 헝가리 마자르 족과 싸웠으나 브렌타 강가에서 패배했다. 마자르 족은 베렝가리오에게 거액의 돈을 요구했고, 그대로 들어주어 되돌려보냈다. 그는 지지를 얻기 위해 이브레아 후작 아달베르토에게 자신의 딸 기셀라를 시집보냈고, 토스카나와 카메리노의 자치권을 수용하였다.
이 패배는 베렌가르가 이탈리아를 보호할 능력이 있는가를 귀족들로부터 의심받는 계기가 된다. 그 결과 이탈리아의 일부 귀족들은 이탈리아 국왕 후보로 프로방스와 부르고뉴를 다스리던 맹인왕 루트비히를 선택했다. 토스카나의 후작 아달베르토와 교황 베네딕투스 4세(Benedetto IV)는 프로방스 출신인 루트비히 왕(뒤의 맹인왕 루트비히 3세)에게 황제관을 제안하였다. 900년 10월 5일 프로방스의 루트비히 왕(뒤의 맹인왕 루트비히 3세)이 베렝가리오를 반대하는 이탈리아 남부 귀족들에게 초빙되어 이탈리아로 왔다. 소년 루트비히는 롬바르드 왕이 되었고 그 이후 901년 2월 22일 교황 베네딕투스 4세에 의해 황제가 되었다. 902년 베렌가리오는 마자르 족 용병을 고용하여 자신의 군사 수를 키운 뒤 로마로 진격하여 루트비히를 격파했다. 루트비히는 베렝가르에 의해 다시는 이탈리아로 돌아오지 않겠다고 다짐받은 뒤 이탈리아에서 쫓겨났지만, 루트비히는 그뒤 이탈리아 남부의 일부 귀족들의 지원으로 다시 이탈리아로 되돌아왔다.
맹인왕 루트비히는 자신이 황제 루트비히 2세의 딸 이르멘베르가의 아들로서 로타르 1세의 혈통이라는 점, 자신의 고모는 황제 서프랑크의 대머리왕 카를 2세의 후처인 점 등을 내세워 자신의 정통성을 주장했다. 이에 베렌가르는 자신의 어머니 기셀라는 경건왕 루트비히의 딸이며 샤를마뉴와 루트비히의 혈통이라는 점, 또한 할머니 인겔트루드가 샤를마뉴의 딸 아델라이드의 딸이라는 점, 카를 3세 황제와 아르눌프의 가까운 친척으로서 그들의 신임을 얻었던 점, 자신의 본 부인 베르틸라가 황제 루트비히 2세의 왕비 이르멘베르가의 오빠 스폴레토의 수포 2세(Suppo II)의 딸이라는 점 등을 내세워 반박하였다. 하지만 베렌가르가 자신의 정당성을 입증하려 할 때 그의 아내 베르틸라는 현장에서 사라졌다. 맹인왕 루트비히와의 오랜 싸움 끝에 905년 7월 21일 베로나에서 루트비히를 생포, 투옥시킨 뒤 7월 22일 그의 두 눈을 뽑아 장님으로 만든 뒤 프로방스로 추방하였다. 프로방스로 추방된 루트비히는 자신의 지위와 황제관 권리를 프로방스의 위그에게 양도하였다.
904년 마자르 족이 이끄는 군대가 베르가모 성벽을 넘어 베르가모를 점령했다. 베렌가르는 군사를 이끌고 베르가모의 주교와 시민들을 신속하게 구출해내는데 성공한다. 남부 해안가로 들어오는 해적들은 베렌가리오의 치세기간 내내 그 자신의 표현에 의하면 고민이자 골칫거리였다.

### 이탈리아 왕과 제국 황제

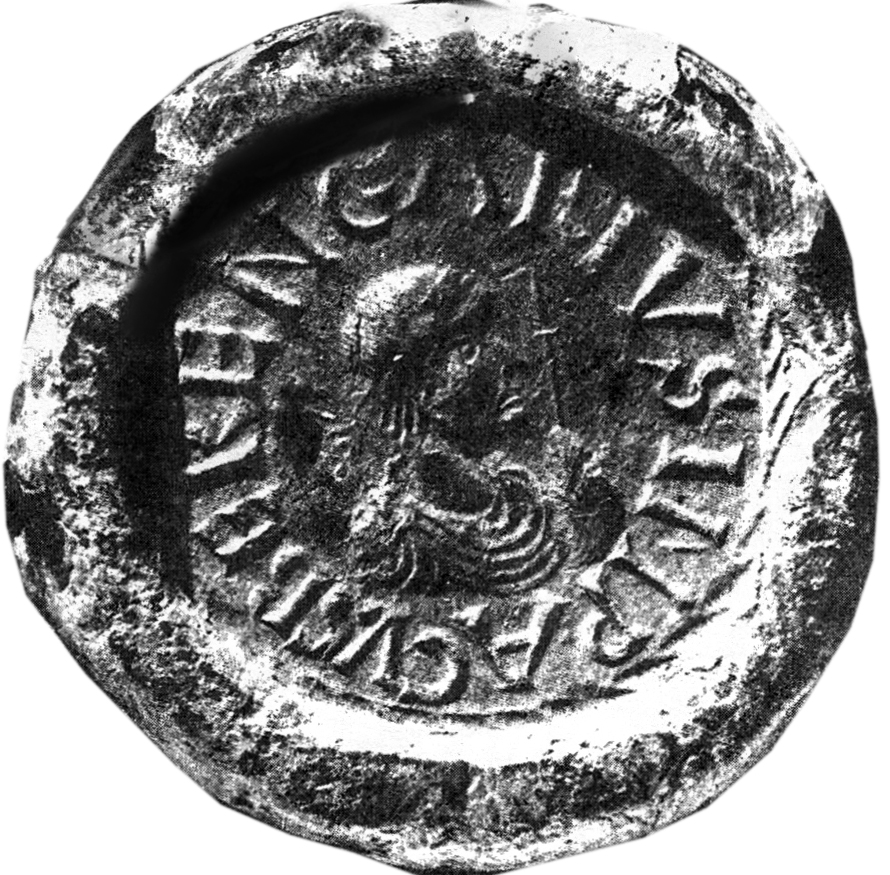
베렌가리오 1세 시대의 동전, 905~915년 무렵 주조, 통용

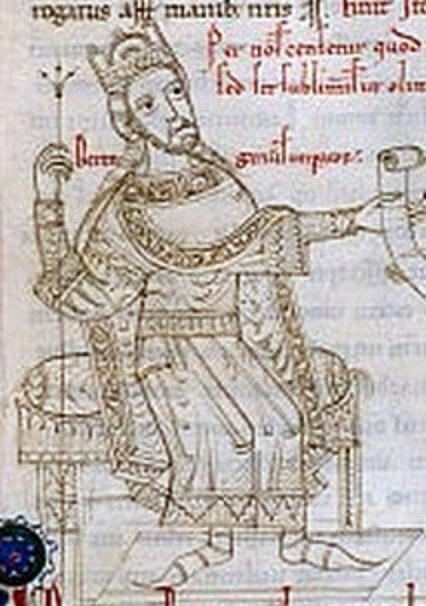
베렌가리오 1세

루트비히 3세의 패망 후 신성 로마 제국 황제가 된다. 잠시 905년까지는 이탈리아의 왕 자리는 루트비히 3세였으나, 바이에른 군대의 도움으로 그해 7월 베렌가리오가 승리, 루트비히를 생포하였다. 905년 7월 12일 루트비히는 눈이 뽑히는 형벌을 받았고 7월 21일 베렌가리오에 의해 이탈리아에서 쫓겨났으며, 베렌가리오는 이탈리아 왕과 황제의 지위를 받았다. 904년에는 베르가모를 점령한 무슬림들을 추방하였다. 한편 베렌가르의 영향력은 이탈리아 북쪽에 한정되었다. 토스카나 후작 아달베르토 2세(Adalberto II)와 카메리노의 후작 알베리코(Alberico)는 베렝가르를 지지하였다. 그러나 이들은 베렝가르를 지지하는 대신 자신의 도시에 대한 자치권을 요구했고, 베렝가르는 이를 수용하였다.
베렝가르는 915년 1월 이탈리아 남부를 침략한 무슬림 군대를 성공적으로 격퇴하였다. 교황 요한 10세는 남부 이탈리아에 쳐들어온 사라센을 염려하였고, 베렌가르를 맹주로 하는 이탈리아 제후들, 귀족들의 동맹을 주선하였다. 그러나 베렌가리오는 일부 용병을 고용해야 하는 등, 많은 군사를 보낼 형편이 되지 않았다. 그러나 그는 라치오와 캄파니아에 쳐들어온 사라센군을 가리야노(Garigliano)에서 기적적으로 격퇴하는데 성공한다.(가리야노의 전투) 그해 11월 교황 요한네스 10세에 의해 로마에서 정식으로 축성받고 대관식을 올렸다. 그해 베렌가리오의 장녀 베르타가 브레시아 산 살바토레의 수녀원장이 되었다. 베르타의 이모 중 한명이 살바토레 수녀원의 수녀였고 베렌가리오의 딸 베르타는 이 인연으로 살바토레 수녀원에 들어가 수녀가 되었다가 원장이 되었다. 그는 살바토레 수녀원을 전폭 지원하였다. 황제로서 베렌가르는 이탈리아 내 주교좌, 대주교좌의 선거에 개입하려 했다. 920년 리에 교구의 대주교인 스테판 대주교가 죽자, 베렌가르는 로트링겐 출신 쾰른 대주교 헤르만 1세를 리에 교구의 대주교로 임명하려 했다. 이는 동프랑크의 이해를 대변하는 인물을 세우려 든다며, 리에 지역 귀족들의 반발을 샀다.
베렌가리오는 스폴레토의 베르틸라와 결혼하였으나 910년 베르틸라와 이혼했고, 베르틸라는 계속 자신의 황후로서의 지위를 요구했다. 결혼 생활 후반기간 중 베르틸라는 불륜관계를 가졌고, 그의 자존심에 상처를 입혔다. 베렌가리오는 915년 12월 베르틸라를 독살한다. 914년 또는 915년 12월 베렌가리오는 비잔틴 제국의 공주 안나와 재혼한다. 안나는 비잔틴 제국의 황제 레오 6세와 황후이자 후일 여제가 되는 조에 차우차이나의 딸이었다. 이 결혼에서도 자녀가 몇 명 태어났지만 기록에는 등장하지 않는다. 915년 12월에는 이탈리아 북부를 침략한 마자르 족을 설득, 매수하여 신속하게 되돌려보냈다. 그러나 황제 취임 이후의 베렌가리오의 영도력에 대해 이탈리아의 귀족들은 의혹을 제기했다. 특히 이탈리아의 귀족들은 그의 정치적 무능력과 통치기간 중의 혼란, 해안가로 들어오는 이민족과 해적의 침략을 제대로 방어, 격퇴하지 못한 혐의로 수시로 소환하려 하였다.

### 반란과 전쟁, 최후
900년대 이후 그는 마자르족의 침입에 효과적으로 대응하지 못했고, 이탈리아는 어려움을 겪고 있었다. 이브레아의 아달베르토 등은 마자르 용병을 고용해서 돈을 지불하느라 자신의 가족과 이탈리아 제후들에 대한 보조금을 중단한 것에 내심 불만을 품고 있었고, 이브레아의 아달베르토의 사주 하에 이탈리아의 주교들은 921년 부르고뉴의 루돌프 2세를 이탈리아로 초청했다. 아달베르토는 루트비히 3세를 격퇴한 이후부터 그에게 반기를 들었 고, 내부의 적의 한 사람이 되고 말았다. 외손자 베렌가리오 2세 역시 루돌프에게 선동되어 그에게 공공연히 맞섰다. 베렌가리오 1세가 고용했던 마자르 족 용병들은 베로나를 약탈하여 말썽을 일으켰다. 이후 반란이 일어났고 922년 봄 베렝가리오에 반대하던 귀족들은 부르고뉴 출신 루돌프 2세 왕을 불러들였다. 922년 피올렌차의 피오랑주올라 다르다에서 루돌프 2세와 교전하였으나 크게 패하고 그는 시체들 사이에 덮여서 기적적으로 탈출에 성공한다. 923년 7월 17일 사위 이브레아의 아달베르토 등과 함께 군사를 이끌고 피아첸차에서 루돌프 2세와 교전하였다. 그러나 피아첸차 근처 피오렌추올라에서 루돌프를 따르는 귀족들 및 프로방스 군대와의 교전에서 패배했으며, 그는 사위 아달베르토와 함께 베로나로 퇴각하였다.
그러나 슈바벤 공작 부르카르트가 루돌프의 부르고뉴 영지를 노리자 루돌프는 곧 부르고뉴로 돌아갔고, 베렌가리오는 루돌프의 병력을 격파하기 위해 파비아에 마자르 족 5천 명으로 구성된 용병부대를 확보, 루돌프가 없는 틈을 타 이탈리아의 왕을 선출하고 도시를 포위하기로 계획을 세웠다. 그러나 베렌가리오가 항복, 퇴각하게 되자, 마자르족 부대는 여성과 어린이를 포함한 민간인들을 학살하고 고대 로마의 성벽과 신전 등을 모조리 파괴하였다. 파비아 시내는 불에 타서 완전히 잿더미가 되었다. 마자르 족의 파괴, 방화 행위로 이탈리아 각 도시의 영주들과 귀족들은 용병들을 동원한 베렌가리오를 혐오하게 되었다. 피아첸차의 전투에서의 패배는 사실상 이탈리아 왕이 베렝가르에서 루돌프로 바뀐 것으로 인식되었다.
898년에 베렝가리오의 부계쪽 먼 친척이기도 한 이브레아의 아달베르토와 결혼했던 그의 딸 기셀라는 913년에 사망했고, 아달베르토는 바로 재혼했다. 이들 사이에서는 외손자 베렌가리오 2세가 태어난다. 베렌가르는 아달베르토 일족의 도움을 요청했지만 그것도 쉽지 않았다. 오히려 재혼한 후의 아달베르토는 그의 내부의 정적 중의 한 사람으로 돌변한다. 한편 924년 초, 베렌가르는 파비아에 머무르면서 다시 이탈리아를 탈환하려 노력했지만 924년 마자르 족이 파비아에서 약탈을 감행하였다. 도움을 청할 곳이 없었던 베렝가르는 마자르 족에게 도움을 청했고, 그가 마자르 족에게 도움을 청한 것이 알려지면서 소수의 지지자들도 그에게서 등을 돌렸다. 독실한 가톨릭 신자였던 그는 924년 4월 7일 새벽, 전쟁 중 피아첸차의 막사에서 기도하던 중, 뒤에서 기습한 자객에 칼에 맞고 살해당했다. 일설에는 베로나에 왔다가 칼에 찔렸다는 설도 있다. 그를 살해한 이는 루돌프가 보낸 자객으로 보지만, 루돌프의 선동 또는 루돌프에게 매수당한 그의 측근들 중의 한 사람으로 추정하는 학자들도 있다. 이후 38년 동안 황제의 자리는 사실상 공석이 된다. 962년에야 동프랑크 국왕 오토 1세가 제위에 올랐다.

### 사후
베렝가르는 아들이 없는 관계로, 그의 지위는 외손자인 이브레아의 베렌가리오가 주장하게 되었다. 그의 사후 신성 로마 제국 황제 직은 금지되었지만 933년 독일의 하인리히 1세가 마자르 족을 퇴치하고 잠깐 획득한 바 있다. 이후 이탈리아의 군주를 명목상의 신성 로마 제국의 황제로 간주하기도 한다. 962년 오토 1세가 이탈리아를 정벌하고 로마 교황으로부터 로마 제국 황제관을 받았다. 그러나 962년에 오토 1세가 받은 황제관은 독일에 한정된 제국의 황제관이라 학자에 따라 카롤링거 제국의 연장선으로 보는지 여부에 대해서는 논란의 여지가 있다.
베렝가리오 1세의 직계 가계는 11세기까지 이어졌다.

## 가족 관계
- 할아버지 : 헤른로히 프리울리(Hunroch or Henrok, Margrave of FRIULI)
- 할머니 : 파리의 인겔트루드(Engeltrude de Paris, 인겔트루드의 친정어머니는 샤를마뉴의 딸 아델라이드였고, 아버지는 파리후작 베게는 파리백작 기랄드(Girard (Count) of PARIS)와 로트루드의 아들이다. 로트루드는 피핀 3세의 형인 카를로만의 딸이었다.
- 아버지 : 에버하르트 드 프리울리(Eberhard, 프리울리 후작(Marquis of Friuli), 805/810? ~ 866)
- 어머니 : 프랑크의 기셀라(Gisele or Gisela, Princess of Frank, ? ~ 874)
  - 누이 동생 : 프리울리의 유디트(Judith de Friuli)
  - 누이 동생 : 헤드비가 드 프리울리(Hedwig de Friuli)
- 부인 :
  - 딸 : 기셀라(Gisele De Friuli, 881년 - 910년 1월 3일)
  - 사위 : 에버하르트 1세
  - 외손자 : 베렌가리오 2세
- 외조부 : 경건왕 루트비히
  - 외삼촌 : 카를 2세

## 같이 보기
- 카롤링거 왕조
- 리베몽 조약
- 카를 3세
- 루트비히 3세

## 참고 자료
- Arnaldi, Girolamo. "Berengario I, duca-marchese del Friuli, re d'Italia, imperatore" Dizionario Biografico degli Italiani 9. Rome: Istituto dell'Enciclopedia Italiana, 1967.
- Rosenwein, Barbara H. "The Family Politics of Berengar I, King of Italy (888-924)." Speculum, Vol. 71, No. 2. (Apr., 1996), pp 247–289.
- Previté-Orton, C. W. "Italy and Provence, 900-950." The English Historical Review, Vol. 32, No. 127. (Jul., 1917), pp 335–347.
- Reuter, Timothy, The Annals of Fulda. (Manchester Medieval series, Ninth-Century Histories, Volume II.) Manchester: Manchester University Press, 1992.
- Reuter, Timothy. Germany in the Early Middle Ages 800–1056. New York: Longman, 1991.
- MacLean, Simon. Kingship and Politics in the Late Ninth Century: Charles the Fat and the end of the Carolingian Empire. Cambridge University Press: 2003.
- Chris Wickham|Wickham, Chris. Early Medieval Italy: Central Power and Local Society 400-1000. MacMillan Press: 1981.
- Tabacco, Giovanni. The Struggle for Power in Medieval Italy: Structures and Political Rule. (Cambridge Medieval Textbooks.) Cambridge: Cambridge University Press, 1989.
- Llewellyn, Peter. Rome in the Dark Ages. London: Faber and Faber, 1970. ISBN 0-571-08972-0.